# فرودگاه بین‌المللی کم رانه
فرودگاه بین‌المللی کم رانه (به انگلیسی: Cam Ranh International Airport) (به زبان بومی: Sân bay Quốc tế Cam Ranh) یک فرودگاه همگانی با کد یاتا CXR است که یک باند فرود بتن دارد و طول باند آن ۳۰۴۸ متر است. این فرودگاه در کشور ویتنام قرار دارد و در ارتفاع ۱۲ متری از سطح دریا واقع شده‌است.